# Saint-Marin aux Jeux olympiques d'été de 2000
Cet article contient des informations sur la participation et les résultats de Saint-Marin aux Jeux olympiques d'été de 2000 à Sydney en Australie. Saint-Marin était représenté par deux athlètes.

## Athlètes engagés

### Athlétisme
Marathon hommes :
- Gian Luigi Macina (2:35:42; 74e place)

### Natation
1500m style libre homme :
- Diego Mularoni (16:12.91; non-qualifié; 39e place)